# Dysgonia hedemanni
Dysgonia hedemanni là một loài bướm đêm trong họ Erebidae.